# Liste der Kulturgüter in Willadingen
Die Liste der Kulturgüter in Willadingen enthält alle Objekte in der Gemeinde Willadingen im Kanton Bern, die gemäss der Haager Konvention zum Schutz von Kulturgut bei bewaffneten Konflikten, dem Bundesgesetz vom 20. Juni 2014 über den Schutz der Kulturgüter bei bewaffneten Konflikten sowie der Verordnung vom 29. Oktober 2014 über den Schutz der Kulturgüter bei bewaffneten Konflikten unter Schutz stehen.
Es sind weder A-Objekte noch B-Objekte auf dem Gemeindegebiet ausgewiesen, Objekte der Kategorie C fehlen zurzeit (Stand: 5. Mai 2024). Unter übrige Baudenkmäler sind Objekte zu finden, die im Bauinventar des Kantons Bern als «schützenswert» verzeichnet sind.

## Übrige Baudenkmäler
Hinweis: Als Objekt-Identifikator (ID) wird die Grundstücksnummer verwendet. 
| ID  | Foto |                                                                     | Objekt                       | Typ | Standort                           | Beschreibung |
| --- | ---- | ------------------------------------------------------------------- | ---------------------------- | --- | ---------------------------------- | ------------ |
| 1   | BW   | Datei hochladen                                                     | Brücke über die Ösch (1839)  | G   | Willadingen N.N.2 613345 / 221581  |              |
| 3   | BW   | Datei hochladen                                                     | Brücke über die Ösch (1839)  | G   | Willadingen N.N.3 613361 / 221621  |              |
| 20  | BW   | Datei hochladen                                                     | Speicher (1679)              | G   | Spychergasse 1 613338 / 221574     |              |
| 20  | ja   | Datei hochladen · Wikidata zu Speicher (1784) (Q115284780)          | Speicher (1784)              | G   | Spychergasse 2 613358 / 221607     |              |
| 20  | ja   | Datei hochladen · Wikidata zu Speicher (Mitte 18. Jh.) (Q115286432) | Speicher (Mitte 18. Jh.)     | G   | Spychergasse 4 613361 / 221641     |              |
| 20  | BW   | Datei hochladen                                                     | Speicher (um 1700)           | G   | Spychergasse 6, 6a 613368 / 221667 |              |
| 34  | BW   | Datei hochladen                                                     | Speicher (1704)              | G   | Dorfstrasse 8 613445 / 221608      |              |
| 38  | BW   | Datei hochladen                                                     | Speicher (1767)              | G   | Spychergasse 8 613369 / 221706     |              |
| 38  | BW   | Datei hochladen                                                     | Stöckli (1785)               | G   | Spychergasse 12 613319 / 221744    |              |
| 38  | BW   | Datei hochladen                                                     | Bauernhaus (1932)            | G   | Spychergasse 7 613335 / 221685     |              |
| 48  | BW   | Datei hochladen                                                     | Bauernhaus (1820)            | G   | Dorfstrasse 9 613439 / 221629      |              |
| 54  | ja   | Datei hochladen · Wikidata zu Bauernhaus (1899) (Q115287875)        | Bauernhaus (1899)            | G   | Dorf 19 613319 / 221638            |              |
| 88  | BW   | Datei hochladen                                                     | Bauernhaus (1881)            | G   | Dorfstrasse 4 613366 / 221551      |              |
| 98  | BW   | Datei hochladen                                                     | Stöckli (1822)               | G   | Spychergasse 9 613297 / 221701     |              |
| 103 | BW   | Datei hochladen                                                     | Stöckli (1849)               | G   | Spychergasse 16 613311 / 221779    |              |
| 103 | BW   | Datei hochladen                                                     | Bauernhaus (1835)            | G   | Spychergasse 18 613328 / 221803    |              |
| 103 | BW   | Datei hochladen                                                     | Speicher (1810)              | G   | Spychergasse 20 613298 / 221831    |              |
| 105 | BW   | Datei hochladen                                                     | Bauernhaus (17. Jh.)         | G   | Dorfstrasse 2 613367 / 221498      |              |
| 105 | BW   | Datei hochladen                                                     | Speicher (1. Hälfte 17. Jh.) | G   | Dorfstrasse 2b 613393 / 221484     |              |

Hinweis zur Legende: Anstelle der KGS-Nummer wird als Objekt-Identifikator (ID) die Grundstücksnummer verwendet.